# Translajtanija
Translajtanija (nemško Transleithanien, iz latinske besede za onkraj reke Leithe) je oznaka za dežele v ogrski polovici Avstro-Ogrske, večinoma na vzhodni strani reke Leithe (arhaično slov. Litva, zato včasih tudi Translitvanija).
Translajtanija je z uradnim imenom Dežele svete madžarske Štefanove krone nastala ob ustanovitvi Avstro-Ogrske, dualne monarhije, ki je nastala leta 1867 in razpadla leta 1918. Obsegala je Kraljevino Ogrsko, ki je takrat vključevala tudi Transilvanijo, Kraljevino Hrvaško in Slavonijo, in mesto Reka.
Bosna in Hercegovina, ki jo je po Berlinskem kongresu leta 1878 okupirala in 1908 priključila Avstro-Ogrska, ni spadala v Translajtanijo, pač pa sta jo Avstrija in Ogrska upravljali skupaj.